# Troubsko
Troubsko är en ort i Tjeckien.   Den ligger i regionen Södra Mähren, i den sydöstra delen av landet, 180 km sydost om huvudstaden Prag. Troubsko ligger 267 meter över havet och antalet invånare är 1 822.
Terrängen runt Troubsko är platt österut, men västerut är den kuperad.Runt Troubsko är det tätbefolkat, med 459 invånare per kvadratkilometer. Närmaste större samhälle är Brno, 7,6 km öster om Troubsko. Trakten runt Troubsko består till största delen av jordbruksmark.